# Ad Lagendijk

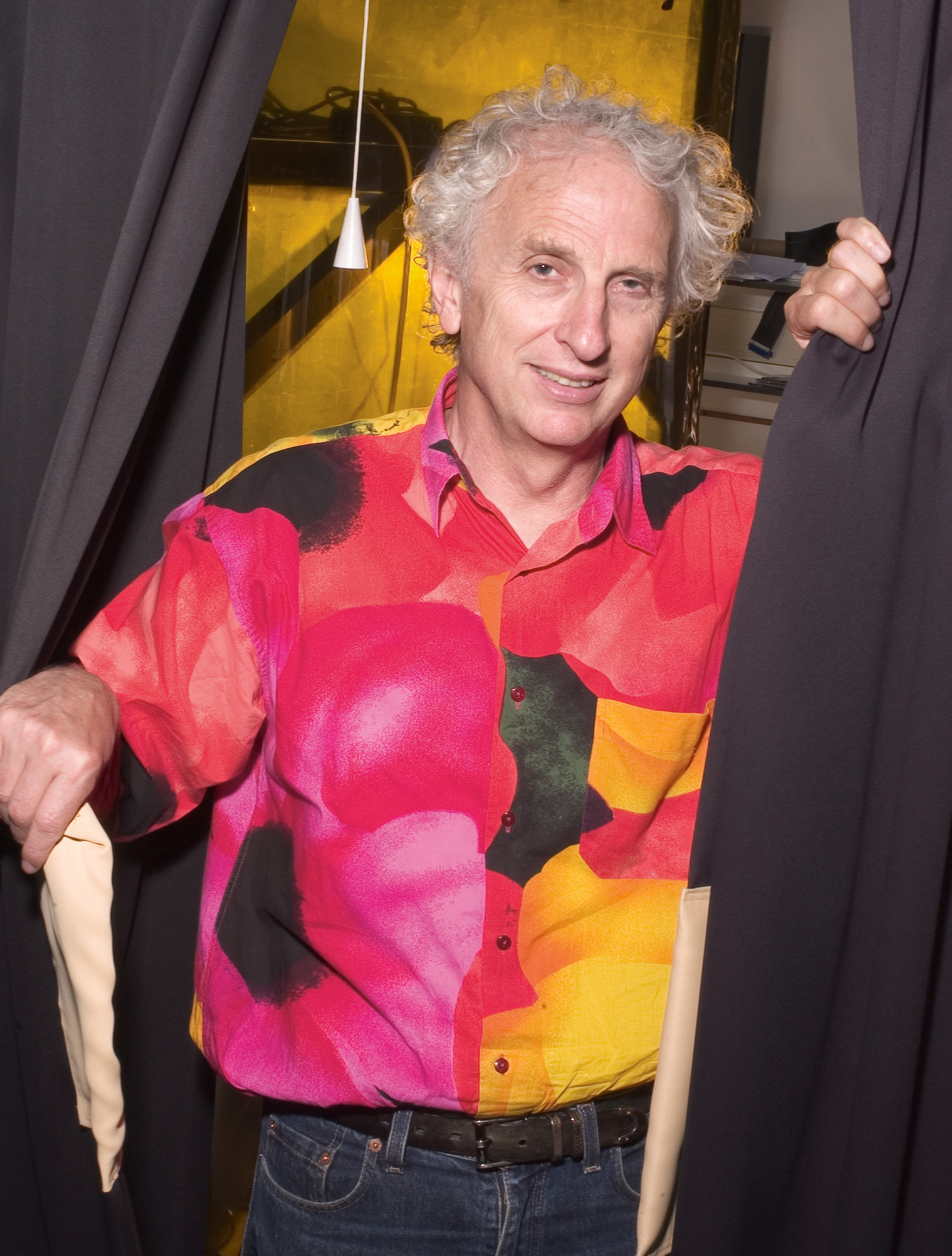
Ad Lagendijk (2002)

Ad Lagendijk (* 18. November 1947 in Zwanenburg) ist ein niederländischer Physiker.
Lagendijk studierte Physikalische Chemie an der Universität Amsterdam (Abschluss 1970) und wurde dort 1974 promoviert (An ESR-study of induced defects in SrTiO3). Ab 1973 forschte er an der Universität Antwerpen und ab 1981 an der Universität Amsterdam, wo er 1984 Professor für Physik wurde. 1987 bis 1996 war er Leiter der Abteilung Atom- und Laserphysik am Amolf Institut in Amsterdam (einem Institut der Foundation for Fundamental Research on Matter, FOM, der niederländischen Forschungsgesellschaft NWO). Seit 2002 ist er Professor an der Universität Twente und zusätzlich in Teilzeit Professor an der Universität Amsterdam.
Er leitet die Gruppe Photonenstreuung am Amolf in Amsterdam und die Gruppe Komplexe Photonische Systeme an der Universität Twente.
Er ist bekannt für Forschungen zur Lichtausbreitung in stark streuenden Medien. 1985 beobachtete er mit Meint P. van Albada Schwache Lokalisierung und kohärente Rückstreuung (die um einen Faktor zwei in die Richtung entgegen der Einfallsrichtung höher ist als in jede andere Richtung)  von Licht in ungeordneten Medien (wie handelsüblicher weißer Farbe aus Titanoxid-Teilchen). Dabei stellten sie 1991 auch eine Verlangsamung des Lichts bei Streuung in stark streuenden Medien fest.
2012 gelang seiner Gruppe in Enschede die Rekonstruktion einer Abbildung durch opake Materialien. Die Methode soll auch der Entwicklung neuartiger Mikroskope dienen mit Anwendungen in der Nanotechnologie.
1995 war er Loeb Lecturer an der Harvard University. 2002 erhielt er den Spinoza-Preis, den höchsten niederländischen Wissenschaftspreis. 1998 wurde er Mitglied der Königlich Niederländischen Akademie der Wissenschaften. Er ist Fellow der American Physical Society (1997).
1991 bis 2001 war er Herausgeber von Physics Letters A. Er schreibt Kolumnen für die Zeitung De Volkskrant. Außerdem verfasste er einen Survival Guide for Scientists.
Zu seinen Doktoranden gehört Bart van Tiggelen.